# Groutiella tumidula
Groutiella tumidula är en bladmossart som beskrevs av Dale Hadley Vitt 1979. Groutiella tumidula ingår i släktet Groutiella och familjen Orthotrichaceae. Inga underarter finns listade i Catalogue of Life.